# Hôtel du Nord (Film)
Hôtel du Nord ist ein französisches Filmdrama, das 1938 nach dem gleichnamigen Roman von Eugène Dabit unter der Regie von Marcel Carné entstand. Der Film wird der Strömung des Poetischen Realismus zugerechnet, einer frühen Form des Film noir, die zuweilen als pré-noir bezeichnet wird.

## Handlung
Das Ehepaar Lecouvreur besitzt seit einigen Jahren ein kleines, etwas heruntergekommenes Hotel am Canal Saint-Martin im Nordosten von Paris. Einige zwielichtige Gestalten wohnen darin, so der miesepetrige Zuhälter Monsieur Edmond und seine Geliebte, die Prostituierte Madame Raymonde, die gern miteinander zanken. Aber auch Arbeiter gehen in dem Hotel ein und aus oder wohnen hier, beispielsweise der homosexuelle Adrien und das junge Ehepaar Trimaux, wobei Madame Trimaux ihren Ehemann, der sich als Blutspender verdingt, mit dessen bestem Freund Kenel betrügt. Das gutherzige Ehepaar Lecouvreur ist der Mittelpunkt, an dem sich die Lebenswege aller mit dem Hotel verbundenen Menschen kreuzen.
Während man die Erstkommunion des Adoptivsohnes der Lecouvreurs feiert, mietet sich ein junges Paar in das Hotel ein: der arbeitslose Pierre und die Waise Renée. Die beiden haben seit einem Jahr vergebens versucht, ein festes Einkommen zu finden, um danach endlich heiraten zu können. Nun wollen sie sich aus Verzweiflung das Leben nehmen. Pierre schießt auf seine Freundin, bringt es dann aber nicht fertig, die Pistole auch gegen sich selbst zu richten. Monsieur Edmond, der nicht zur Erstkommunion eingeladen wurde, ist als Erster am Tatort. Er drängt den jungen Mann zur Flucht und steckt die Pistole ein.
Tatsächlich ist Renée aber nur schwer verletzt und überlebt im Krankenhaus. Pierre stellt sich am nächsten Morgen der Polizei und wird inhaftiert. Zwar berichtet Renée der Polizei von dem vereinbarten Selbstmord, doch Pierre muss in Haft bleiben. Als die genesene Renée in das Hôtel du Nord zurückkehrt, um ihre Sachen zu holen, bieten die Lecouvreurs ihr eine Stellung als Dienstmädchen an. Die schöne Renée nimmt das Angebot an und erweist sich bei den Gästen als überaus beliebt, wenn sie auch alle Annäherungsversuche der männlichen Kundschaft abwiegelt. Selbst der Zyniker Edmond ist in sie verliebt.
Edmond wollte eigentlich Paris verlassen, da zwei aus dem Gefängnis entlassene Verbrecher ihn suchen, die er einst an die Polizei verraten hat. Doch der Gedanke an Renée hält ihn zurück. Er gesteht ihr seine Liebe und seine kriminelle Vergangenheit. Da sie alle Hoffnung auf die Rückkehr ihres Verlobten, Pierre, verloren hat, stimmt sie Edmonds Vorschlag zu, das Leben in Frankreich hinter sich zu lassen und gemeinsam nach Port Said zu reisen. Doch auf dem Schiff merkt Renée, dass sie Edmond nicht richtig lieben kann, und kehrt nach Paris ins Hôtel du Nord zurück. Wenig später wird bekannt, dass die Anklage gegen Pierre fallen gelassen wurde und er freikommen soll.
Edmonds ehemalige Geliebte, Madame Raymonde, ist inzwischen mit dem von seiner Frau verlassenen Trimaux zusammengekommen. Sie empfindet keine Loyalität gegenüber Edmond und verrät einem der Gangster, dass er immer noch im Hôtel du Nord lebe. Als am Nationalfeiertag ein Fest am Kanal stattfindet, kehrt Edmond sehnsüchtig zum Hotel zurück. Er und Renée haben eine freundschaftliche Aussprache, an deren Ende sie ihn warnt, dass die Gangster auf ihn warten. Edmond lässt sich bewusst von einem der Gangster töten – mit der Waffe, die einst Pierre auf Renée gerichtet hat. Der Schuss verhallt im Lärm der Feiernden. Renée und der soeben aus dem Gefängnis entlassene Pierre sind wieder vereint.

## Hintergrund
Eugène Dabit, der im Jahr 1931 die Romanvorlage zu diesem Film verfasste, erzählt hier fast autobiographisch die Geschichte seiner Eltern.
Seine Uraufführung erlebte Hôtel du Nord am 19. Dezember 1938 in Paris. Erst 1948 kam er in die deutschen Kinos und war am 28. September 1964 erstmals im deutschen Fernsehen zu sehen.
Der von der empörten Madame Raymonde/Arletty (als Reaktion auf Edmonds Feststellung, er brauche eine andere Atmosphäre) im Film gesprochene Satz „Atmosphère! Atmosphère! Est-ce que j’ai une gueule d’atmosphère?“ (in der deutschen Synchronfassung: „Atmosphäre? Atmosphäre? Sehe ich etwa aus wie ‘ne Atmosphäre?“) wurde zu einem der berühmtesten Filmzitate Frankreichs und gilt dort noch heute als geflügeltes Wort.

### Synchronisation
Der Film wurde zweimal ins Deutsche übertragen. Die erste Synchronfassung entstand 1948 für die deutsche Kinoveröffentlichung und ist verschollen. Die zweite entstand 2021 im Auftrag des deutsch-französischen Fernsehsenders arte bei der TaunusFilm Synchron, Berlin. Hilke Flickenschildt schrieb das Dialogbuch und führte Regie. Die hier gelisteten Sprecher beziehen sich auf diese Fassung.
| Rolle                 | Darsteller         | Synchronsprecher  |
| --------------------- | ------------------ | ----------------- |
| Renée                 | Annabella          | Luise Helm        |
| Pierre                | Jean-Pierre Aumont | Patrick Baehr     |
| Monsieur Edmond       | Louis Jouvet       | Frank Röth        |
| Mme. Raymonde         | Arletty            | Sabine Arnhold    |
| Émile Lecouvreur      | André Brunot       | Tim Moeseritz     |
| Louise Lecouvreur     | Jane Marken        | Silvia Mißbach    |
| Ginette Trimaux       | Paulette Dubost    | Josephine Schmidt |
| Kenel                 | Andrex             | Nils Nelleßen     |
| Adrien                | François Périer    | Max Felder        |
| Jeanne, Dienstmädchen | Raymone            | Anna Grisebach    |
| Nazarède, Gangster    | Henri Bos          | Wolfgang Wagner   |
| Maltaverne, Gendarm   | René Bergeron      | Marko Bräutigam   |
| Kommissar             | Armand Lurville    | Hans Hohlbein     |

## Drehort

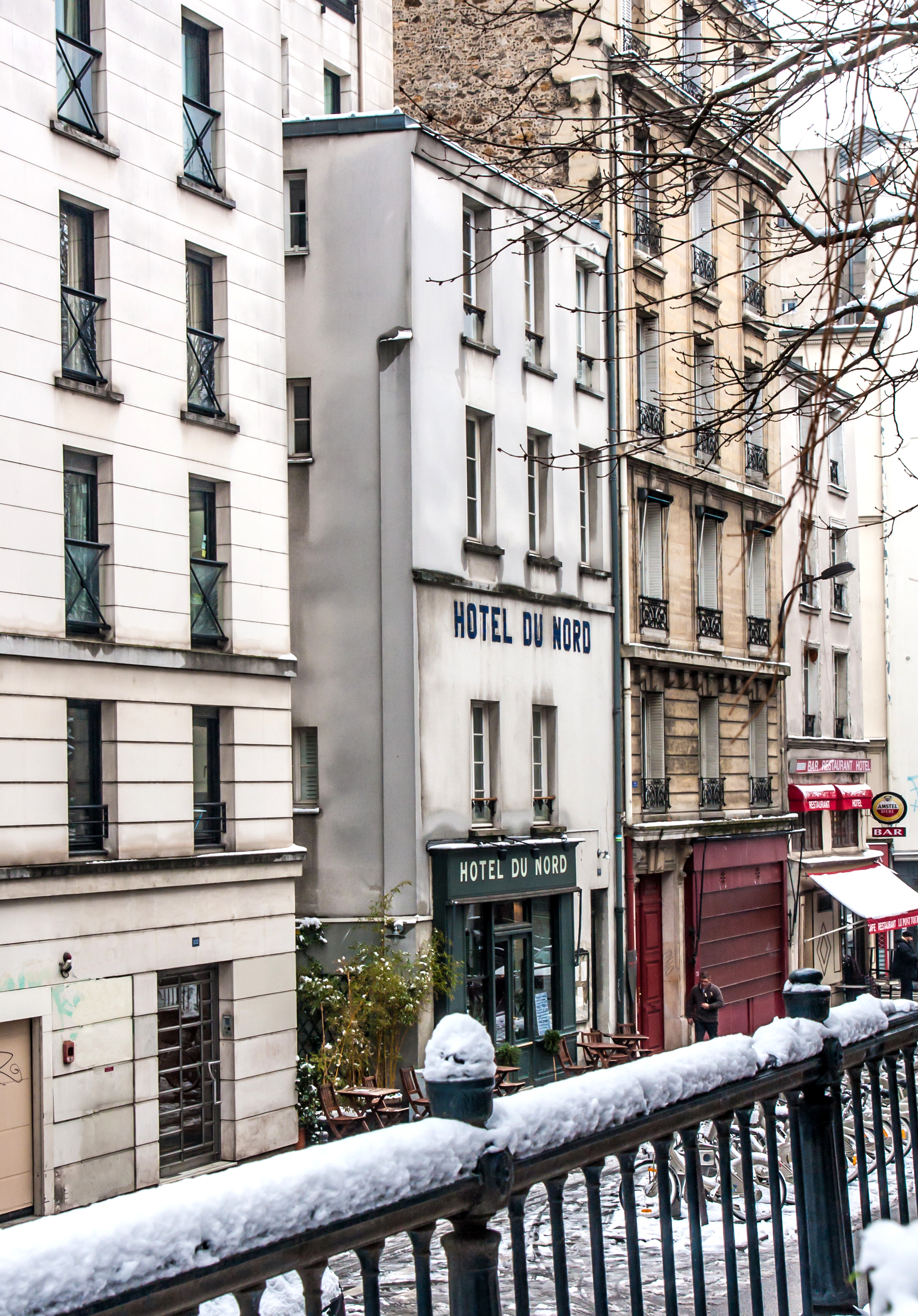
Das Hôtel du Nord in Paris, Aufnahme vom Januar 2013

Der originale Schauplatz des Romans lag am Canal Saint-Martin in Höhe der Passerelle de la Grange-aux-Belles. Da er ein wichtiger Warenumschlagplatz war, ging Carné in die Filmstudios von Boulogne-Billancourt, wo Alexandre Trauner das ganze Viertel nachbaute.
In den 1980er Jahren war das Hôtel du Nord vom Abriss bedroht, wurde jedoch durch eine Anwohnerinitiative gerettet. Dank der Berühmtheit des Romans und seiner Verfilmung wurde das Gebäude im Jahr 1993 unter Denkmalschutz gestellt.

## Rezensionen
„Der Film ist melodramatischer und weniger originell als die ‚großen‘ Filme Carnés aus den dreißiger Jahren. Zwar gibt es wieder meisterhafte Szenen in der Schilderung des Alltagslebens im Hotel, die Randfiguren sind mit wenigen Strichen plastisch geschildert; die eigentliche Handlung ist jedoch von sentimentalen Gefühlen überwuchert.“

„Dieser Film von Marcel Carné ist sentimentaler als ‚Hafen im Nebel‘, doch die großartigen Charakterzeichnungen, die hervorragenden Schauspieler und Echtheit des Milieus machen ‚Hôtel du Nord‘ zu einem der bedeutenden Filme des ‚poetischen Realismus‘ im französischen Film der dreißiger Jahre.“

„‚Hôtel du Nord‘ erzählt von mehreren Leuten im titelgebenden Hotel in einem Arbeiterviertel in Paris. Das Ergebnis ist ein Mikrokosmos höchst unterschiedlicher Menschen am Rande der Gesellschaft, die oft vergeblich nach dem Glück suchen und teilweise selbst am Tod noch scheitern.“